# Triaquistetraedro
El triaquistetraedro o tetraedro triakis es uno de los Sólidos de Catalan que luce como un tetraedro en cuyas caras se han puesto pirámides bajas de base triangular, lo que le da el prefijo triaquis-. Es el menor sólido de Catalan; el de menor número de aristas, vértices y caras.